# Ait Boufoulen
Ait boufouln é uma comuna marroquina criada em 1992, localizada na província de Guelmim, circulo de Bouizakarne e região de Guelmim-Oued Noun. Tem uma área de 300 km² e em 2014 tinha 1.045 Habitantes. Esta localizada a 54 km da capital da província, sendo o seu relevo montanhoso. Pratica-se agricultura de sequeiro no seu território.
No seu território encontram-se as Cavernas dos Pombos compostas por um conjunto de rochas escuras e estreitas.

### Línguas
Em 2014 as línguas faladas pela população da província era o Árabe marroquino (Darija), falado por 28,1% da população; pelo Árabe hassani (Hassania), falado por 0,3% da população; pela língua Xélia (Tachelhit), falada por 99,7% da população; e pelo Tamazight falado por 0,1%.